# Siegfried von Feuchtwangen
Siegfried von Feuchtwangen est le quinzième grand-maître de l’ordre Teutonique (1303-1311). Il est né en Franconie dans la famille de Konrad von Feuchtwangen. Son magistère se déroule dans une période marquée par des tensions internes au sein de l'Ordre à la suite de la chute en 1291 de Saint-Jean-d'Acre. Si l'historiographie du dix-neuvième siècle en faisait volontiers le créateur de l’État teutonique, l'historiographie contemporaine dresse un portrait plus modeste de son magistère arguant qu'Heinrich de Plotzke, alors Landmeister de Prusse, disposait de bien davantage de ressources financières et politiques.

## Biographie

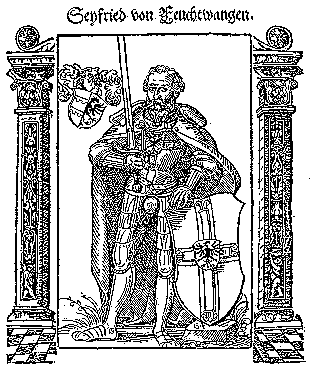
Gravure du XVIe siècle représentant Siegfried von Feuchtwangen

L'année de naissance de Siegfried von Feuchtwagen n'est pas connue. Il est de petite noblesse et originaire de Franconie. En 1298, et probablement jusqu'au milieu de 1299, Siegfried von Feuchtwagen est maître de Germanie (allemand : Deutschmeister, latin : Magister Germaniae). À partir de juillet 1299, il est rétrogradé à la fonction de Komtur (latin : commendator) à la commanderie de l'ordre à Vienne. Il reste à ce poste de moindre responsabilité au moins jusqu'à 1300. Malgré cela, il est élu Grand maître (allemand : Hochmeister) en 1303.
L'élection de Feuchtwangen à la tête de l'ordre Teutonique a lieu à Elbing,. Elle survient dans un contexte de crise et de division : son prédécesseur, Gottfried von Hohenlohe a été déposé et continue pendant un temps à se considérer comme le véritable Grand maître. Il est probable que Feuchtwangen se soit rendu directement à Venise, où se trouvait alors la résidence du Grand maître de l'Ordre depuis la perte de Saint-Jean d'Acre en 1291. A Venise, sa position, ainsi que celle de son prédécesseur dans cette fonction, semble avoir été compliquée, tant sur le plan politique que financier. C'est au Deutschmeister et non au Grand maître (Hochmeister) que reviennent les revenus tirés des commanderies situées dans le Saint-Empire germanique. Siegfried von Feuchtwangen ne dispose pas de commanderie et n'a pas d'assise financière indépendante. Il n'est que l'hôte de la commanderie de Lombardie, dont le siège se trouve à Venise. Le pape Clément V nomme en 1308 des commissions pontificales chargées d'enquêter sur les Templiers, en marge de la procédure séculière engagée par le roi de France, Philippe IV le Bel. De nombreux templiers sont déjà emprisonnés. La même année, le pape est en guerre contre la ville de Venise, qu'il a frappé d'interdit. Au vu de ce contexte, l'ordre Teutonique a peut-être estimé prudent d'éloigner son Grand maître de Venise.
Début 1309, Siegfried von Feuchtwangen quitte Venise et arrive à Marienbourg (Malbork) en septembre 1309. Un fort en pierre y avait déjà été construite sous le magistère de son parent, Konrad von Feuchtwangen, Grand maître de l'ordre Teutonique de 1290 à 1296. Le fort est encore en construction ; outre des écuries et des granges, le seul bâtiment existant est le monastère. Salle d'apparats et logement privé du Grand maître et la transformation du fort en véritable château seront postérieurs à son magistère. Le fort se trouve par ailleurs entouré de terres marécageuses, non drainées.
Le déplacement de Venise à Marienbourg rapproche Siegfried von Feuchtwangen des nombreuses terres sous la suzeraineté de l'ordre Teutonique à la suite des croisades prussienne et livonienne, sa position reste alors néanmoins excentrée, à la frontière des terres nouvellement inféodées. À la suite de la perte de Saint Jean d'Acre et la fin de la présence des ordres militaires chrétiens en Terre sainte, il existe des velléités, encouragées par les papes de lancer une nouvelle croisade en Palestine. Dans une telle perspective, que le siège de l'Ordre soit à Venise est un avantage car l'appui de la flotte vénitienne aurait eu une importance cruciale pour mener à bien ce projet. Au sein de l'ordre Teutonique cependant, certains voient la priorité dans la croisade au nord-est de l'Europe, particulièrement dans la croisade contre les Lituaniens. Konrad von Feuchtwangen a ainsi passé plus de temps en Prusse qu'à Venise, tandis que son prédécesseur direct Gottfried von Hohenlohe avait au contraire passé l'entièreté de son magistère à Venise. S'il est établi que Siegfried von Feuchtwangen a bel et bien quitté Venise pour Marienbourg en 1309, il n'est pas certain qu'il est considéré ce déplacement comme définitif ni qu'il ait décidé de transférer définitivement le siège de l'Ordre à Marienbourg. Les manuscrits qui nous sont parvenus indiquent que l'homme fort de la Prusse reste Heinrich von Plötzke,, alors Landmeister de Prusse, et que par ailleurs la politique de l'ordre Teutonique en général est également déterminée par Plötzke et non par Feuchtwangen.
Sous le magistère de Siegfried von Feuchtwangen, l'Ordre prend possession de la ville de Dantzig en 1308 sous prétexte que les Polonais n'avaient pas payé l'indemnité promise à l'Ordre pour son aide contre les margraves l'année précédente. L'Ordre annexera également dans les années suivantes la Pomérélie grâce à un accord passé avec le margrave de Brandebourg, Waldemar, l'accord de Soldin en 1309. L'empereur Henri VII confirme cette possession en 1311 et inféode la Pomérélie à l'Ordre.
Il décède le 5 mars 1311. Il est enterré à la cathédrale de Culmsee. Charles de Trèves (allemand : Karl von Trier) lui succède. Il commence son magistère de Grand maître à Marienbourg mais quitte définitivement la Prusse en 1317. Werner von Orseln s'installe à nouveau à Marienbourg. Élu Grand Maître et alors que la Pomérélie a été entièrement inféodée, il supprime la fonction de Landmeister de Prusse et fait de Marienbourg le centre de son pouvoir, Marienbourg qui et se trouve désormais au centre de la Prusse,.

## Historiographie
Il existe très peu de sources historiques relatives à Siegfried von Feuchtwagen. Une des sources existantes est le chronique de Pierre de Duisbourg, parue un peu plus de vingt année après son décès. Pierre de Duisbourg se montre particulièrement laconique à son égard, se contentant de dire que c'est sous son magistère que le transfert de Venise à Marienbourg a eu lieu et qu'il aurait permis aux chevaliers de l'Ordre de se contenter d'un Ave Maria après la liturgie des heures.

### Faux décret de 1309
Dans certaines sources historiographiques allemandes — dont la plus ancienne qui nous est parvenue date du XVIe siècle — il est fait référence à un décret (Landesordnung) que Siegried von Feuchtwangen aurait émis en 1309, un décret qui aurait interdit l'accès du territoire de Prusse aux Juifs, aux magiciens, à ceux qui font de la magie noire ainsi qu'aux Weideler (les prêtres des religions païennes prussiennes). Les archives ainsi que l'historiographie de l'ordre lui-même ne contiennent pas un tel document. L'historiographie contemporaine considère qu'il s'agit d'une falsification datant du début de l'ère moderne.

### Dix-neuvième siècle

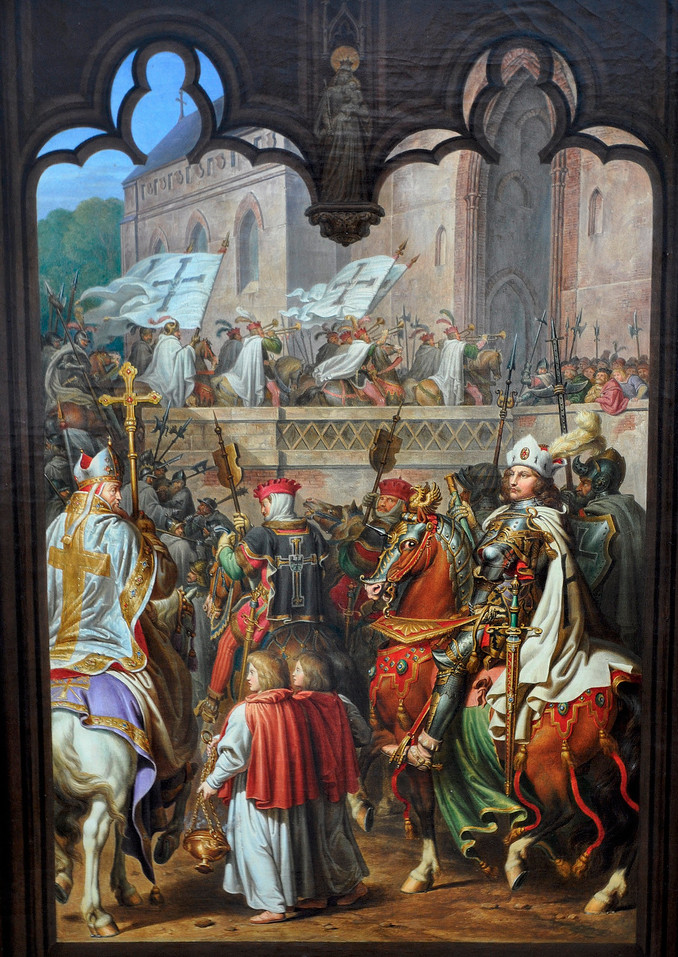
Kolbe 1825. Siegfried von Feuchtwangen entrant à Marienbourg

Dans l'historiographie allemande, à partir du dix-neuvième siècle, Siegfried von Feuchtwangen est présenté comme le fondateur de l’État teutonique et parfois même comme le fondateur de la Prusse. Dans une phase active de création d'une identité nationale, les historiens d'alors mettent en scène une continuité historique entre l’État teutonique et la Prusse d'alors, notamment dans le but de couper court à des revendications polonaises sur ces terresDes productions artistiques vont dans le même sens.
A Berlin, l'empereur Guillaume II décide de la construction d'une allée de la victoire (Siegesallee), bordée de trente-deux monuments de marbre, regroupant une centaine de statues, et représentants d'après lui les principaux personnages de l'histoire de la Prusse. La statue de Siegfried von Feuchtwangen s'y trouve dans le huitième monument, celui à la gloire de Valdemar de Brandebourg.